# Riserva naturale integrale Gardesana Orientale
La riserva naturale integrale Gardesana Orientale è un'area naturale protetta della regione Veneto istituita nel 1971.
Occupa una superficie di 218,69 ha nella provincia di Verona.